# Lanová dráha Kohlmaisgipfelbahn
Kohlmaisgipfelbahn je kabinková lanová dráha Skiareálu Circus. Leží v rakouském městě Saalbach-Hinterglemm. Pod lanovkou vede tříkilometrová sjezdovka Aster descent.